# Kysyl-Dschar
Kysyl-Dschar (kirgisisch Кызыл-Жар, auch Kysyldschar) ist eine Siedlung städtischen Typs im Oblus Dschalal-Abad (Kirgisistan) mit 2418 Einwohnern (Stand 2022). Sie gehört keinem Rajon an; der Ort ist dem Stadtkreis Tasch-Kömür unterstellt.
Die Ortschaft liegt in Westkirgistan im Ferghanatal, 25 Kilometer nördlich des nächsten Bahnhofs in Utsch-Korgon. Der Bahnhof in Tasch-Kömür liegt 26 Kilometer nördlich. Der Ort bekam 1952 den Status einer Siedlung städtischen Typs verliehen.
In Kysl-Dschar gibt es zwei Mittelschulen, einen Kindergarten, ein psycho-neurologisches Krankenhaus (mit 1000 Betten), eine Bibliothek und andere Einrichtungen.

## Bevölkerung
| Jahr | Einwohner |
| ---- | --------- |
| 1959 | 2095      |
| 1970 | 2457      |
| 1979 | 3238      |
| 1989 | 4002      |
| 1999 | 3919      |
| 2009 | 2620      |
| 2022 | 2418      |